# NGC 2620
NGC 2620 is een spiraalvormig sterrenstelsel in het sterrenbeeld Kreeft. Het hemelobject werd op 5 mei 1863 ontdekt door de Britse astronoom William Lassell.

## Synoniemen
- UGC 4501
- MCG 4-21-1
- ZWG 120.6
- PGC 24233